# Imee Marcos

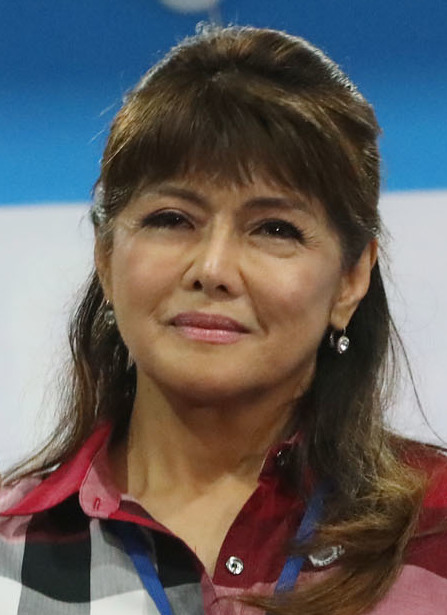
Imee Marcos (15. Oktober 2018)

Maria Imelda Josefa Remedios „Imee“ Romualdez Marcos (* 12. November 1955 in Mandaluyong, Provinz Rizal) ist eine philippinische Politikerin der Kilusang Bagong Lipunan (KBL) und später der Nationalistischen Partei (Nacionalista Party), die unter anderem zwischen 1998 und 2007 Mitglied des Repräsentantenhauses (Mababang Kapulungan ng Kongreso) war und von 2010 bis 2019 Gouverneurin der Provinz Ilocos Norte war. Seit 2019 ist sie Mitglied des Senats der Philippinen (Senado ng Pilipinas).

## Leben

### Familie, Studien und berufliche Tätigkeiten

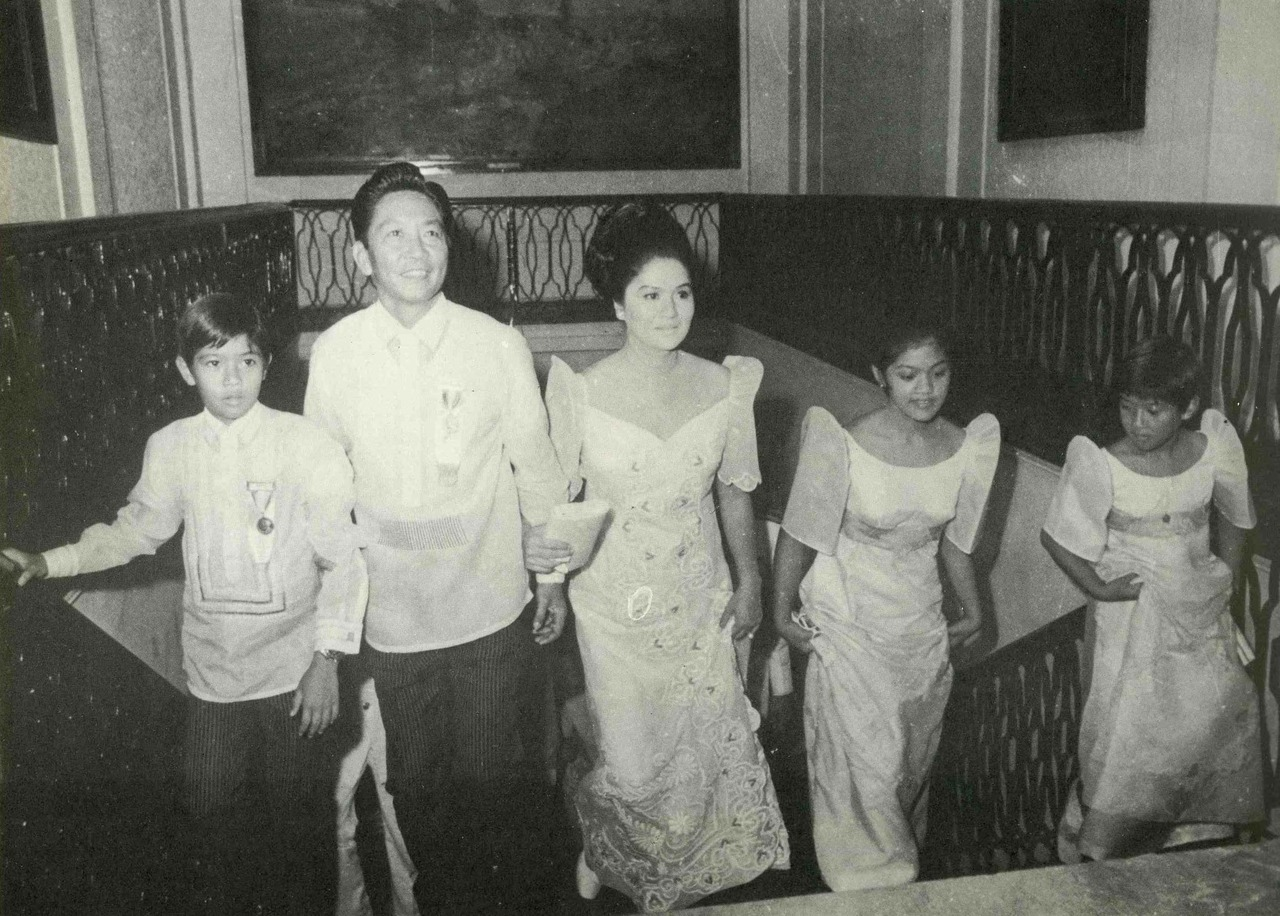
Imee Marcos (2.v.r.) mit ihren Eltern Präsident Ferdinand Marcos und Imelda Marcos und ihren Geschwistern Ferdinand Marcos Jr. sowie Irene Marcos (1969).

Maria Imelda Josefa Remedios „Imee“ Romualdez Marcos ist die Tochter des von 1965 bis 1986 zuletzt diktatorisch regierenden Präsidenten Ferdinand Marcos (1917–1989) und dessen Ehefrau Imelda Marcos (* 1929), die unter anderem zwischen 1995 und 1998 sowie erneut von 2010 bis 2019 Mitglied des Repräsentantenhauses war. Ihr jüngerer Bruder Ferdinand Emmanuel „Bongbong“ Romualdez Marcos Jr. (* 1957) war Mitglied des Repräsentantenhauses, Gouverneur von Ilocos Norte sowie Senator und ist seit 2022 Präsident der Philippinen. Bereits ihr Großvater Mariano Marcos (1897–1945) war zwischen 1925 und 1931 Mitglied der Legislativversammlung während der US-amerikanischen Kolonialzeit.
Ihre schulische Ausbildung absolvierte Imee Marcos an der Institución Teresiana, das heutige Saint Pedro Poveda College, am Assumption College San Lorenzo, der American School, die heutige International School Manila sowie an der Santa Catalina School in Monterey. Ein 1973 an der Princeton University begonnenes Studium unterbrach sie zunächst 1976, ehe sie es 1977 wieder aufnahm und 1979 erneut abbrach. Während dieser Zeit besuchte sie verschiedene Vorlesungen der Fächer Anthropologie, Soziologie, Literatur, Kunst, Geschichte und Theater. Während dieser Zeit war sie zwischen 1975 und 1986 Produzentin, Regisseurin und Gastgeberin von Sendungen wie „Kulit Bulilit“, „Kaluskos Musmos“ und „Metro Magazine“ sowie zeitgleich Gründungsvorsitzende der Jugendorganisation Kabataang Barangay Foundation, die 1977 in Sangguniang Kabataan (SK) umbenannt wurde. Während ihres zweiten Studienaufenthalts an der Princeton University arbeitete sie zwischen 1977 und 1979 in New York City als Beraterin und Autorin für den Children's Television Workshop (CTW) for Asia, der unter anderem die Sesamstraße produzierte.
Weitere Studiengänge an der juristischen Fakultät (College of Law) an der Universität der Philippinen (UP) in Quezon City sowie der Betriebswirtschaftslehre am Asian Institute of Management in Makati City entschloss sie entgegen ihrer Angaben im Lebenslauf des Repräsentantenhauses weder mit einem Bachelor of Laws (LL.B.) noch mit einem Master of Business Administration (MBA) ab. In den letzten Amtsjahren ihres Vaters war sie zwischen 1981 und 1986 Generaldirektor des Experimental Cinema of the Philippines (ECP), ein staatliches Unternehmen, das 1982 gegründet wurde, um das Wachstum und die Entwicklung der lokalen Filmindustrie zu fördern.
Am 4. Dezember 1981 heiratete Imee Marcos Tommy Manotoc, einen Basketballtrainer und späteren Golfer, der zu der Zeit die San Miguel Beermen trainierte. Aus dieser Ehe gingen die drei Söhne Fernando Martín „Borgy“ Manotoc, Michael „Mike“ Ferdinand Manotoc und Matthew Joseph Manotoc (* 1988) hervor.

### Abgeordnete, Gouverneurin von Ilocos Norte und Senatorin

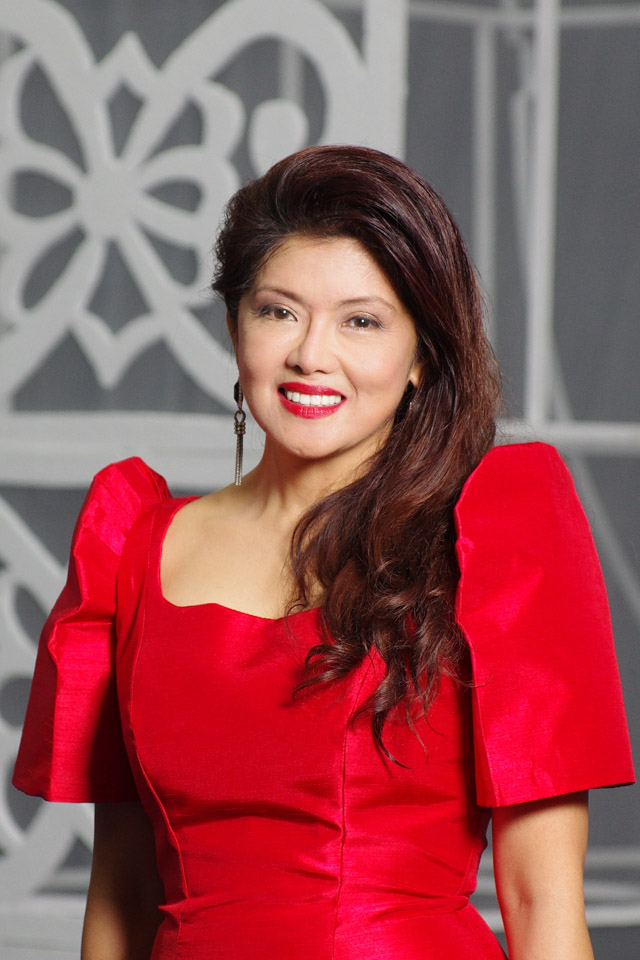
Imee Marcos als Gouverneurin von Ilocos Norte (August 2013).

Zugleich wurde sie 1984 im zweiten Wahlbezirk Second District der Provinz Ilocos Norte für die 1978 von Ferdinand Marcos gegründete Neue Gesellschaftsbewegung KBL zum Mitglied der Regulären Volksversammlung (Regular Batasang Pambansa) gewählt und gehörte dieser vom 23. Juli 1984 formell bis zum 25. März 1986 an. Nach der EDSA-Revolution vom 22. bis 25. Februar 1986, die zum Sturz des Diktators Ferdinand Marcos führte, lebte sie mit ihren Eltern und Geschwister einige Zeit im Exil in Hawaii. Nach ihrer Rückkehr wurde sie 1996 Präsidentin und Executive Producer des Filmunternehmens Renegade Filmmakers.
Am 30. Juni 1998 wurde Imee Marcos für die KBL erstmals Mitglied des Repräsentantenhauses und vertrat in diesem nach ihren Wiederwahlen 2001 und 2004 bis zur Höchstgrenze von drei aufeinander folgenden Legislaturperioden von jeweils drei Jahren bis zum 30. Juni 2007 den 2nd Disctrict Ilocos Norte, der im Anschluss von ihrem jüngeren Bruder Ferdinand „Bongbong“ Marcos übernommen wurde. Während ihrer ersten Legislaturperiode (1998 bis 2001) war sie Vorsitzende des Unterausschusses für private höhere Bildung des Ausschusses für höhere und technische Bildung (Subcommittee on Private Higher Education, Committee on Higher and Technical Education), des Unterausschusses für Aufsicht des Ausschusses für öffentliche Information (Subcommittee on Oversight, Committee on Public Information) sowie des Unterausschusses für Jugendentwicklung des Ausschusses für Jugend- und Sportentwicklung (Subcommittee on Youth Development, Committee on Youth and Sports Development). Des Weiteren war sie erste stellvertretende Vorsitzendes des Ausschusses für öffentliche Information, zweite Vorsitzende des Ausschusses für höhere und technische Bildung sowie zweite stellvertretende Vorsitzende des Ausschusses für Jugend- und Sportentwicklung und zudem Mitglied zahlreicher weiterer Ausschüsse. Während ihrer zweiten Legislaturperiode (2001 bis 2004) fungierte sie als erste stellvertretende Vorsitzende der Ausschüsse für Haushalt (Committee on Appropriations), des Rechnungsprüfungsausschusses (Committee on Accounts) sowie für Auswärtige Angelegenheiten (Committee on Foreign Affairs) und war auch Mitglied mehrerer weiterer Ausschüsse.

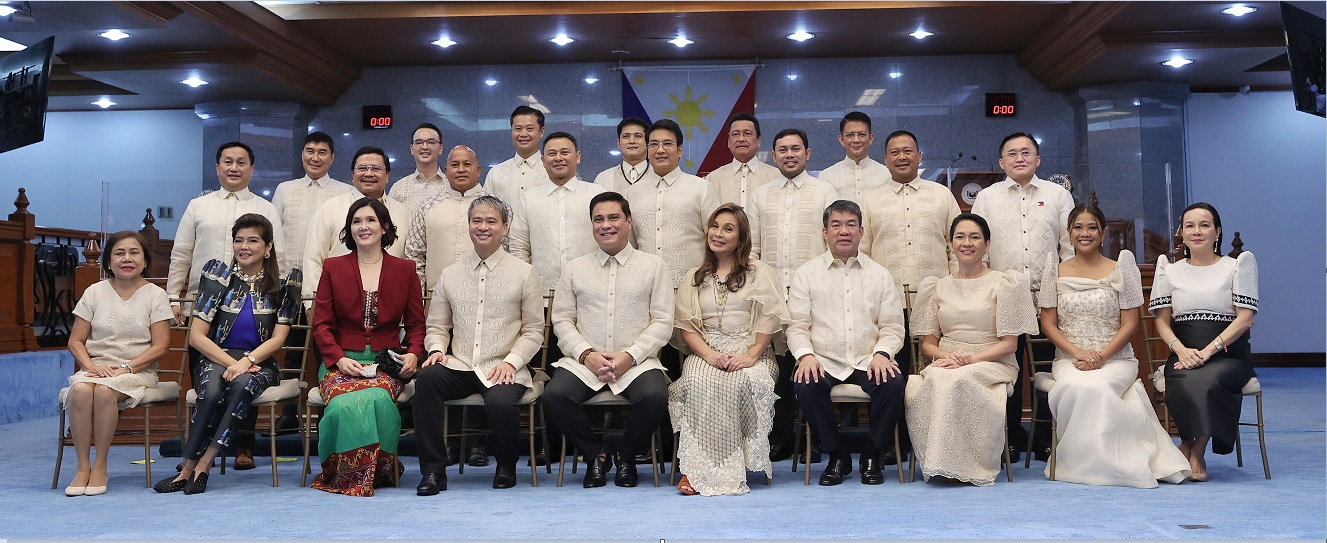
Imee Marcos (sitzend, 2.v.l.) auf dem offiziellen Foto der Senatsmitglieder (25. Juli 2022).

Am 30. Juni 2010 wurde Imee Marcos, die seit 2009 Mitglied der Nacionalista Party ist, als Nachfolgerin von Michael Marcos Keon zum ersten Mal Gouverneurin der Provinz Ilocos Norte, der Heimatprovinz der Familie Marcos, und behielt dieses Amt nach ihren Wiederwahlen 2013 und 2016 bis zum 30. Juni 2019, woraufhin ihr jüngster Sohn Matthew Manotoc neuer Gouverneur wurde.
Bei der Senatswahl am 13. Mai 2019 wurde Imee Marcos für die Nacionalista Party mit dem zehntbesten Ergebnis der zwölf zu vergebenen Plätze 15.882.628 Stimmen (33,58 Prozent) erstmals für eine sechsjährige Amtszeit gewählt. Derzeit ist sie Vorsitzende des Ausschusses für Genossenschaften (Cooperatives Committee), für Wahlreformen und Volksbeteiligung (Electoral Reforms and People’s Participation Committee), für Auswärtige Angelegenheiten (Foreign Relations Committee) sowie für soziale Gerechtigkeit, Fürsorge und ländliche Entwicklung (Social Justice, Welfare and Rural Development Committee) und ist zudem Vorsitzende des Ad hoc-Ausschusses des Kongresses zur Beaufsichtigung des automatisierten Wahlsystems (Joint Congressional Oversight Committee on the Automated Election System).